# Myotis punicus
Il vespertilio maghrebino (Myotis punicus  Felten, Spitzenberger, & Storch, 1977) è un pipistrello della famiglia dei Vespertilionidi diffuso in Africa settentrionale e in Europa.

## Descrizione

### Dimensioni
Pipistrello di medie dimensioni, con la lunghezza totale tra 107 e 139 mm, la lunghezza dell'avambraccio tra 53 e 65 mm, la lunghezza della coda tra 47 e 62 mm, la lunghezza del piede tra 11 e 15 mm, la lunghezza delle orecchie tra 22 e 27 mm e un peso fino a 33 g.

### Aspetto
La pelliccia è corta, densa e lanosa e si estende fino alla base dell'uropatagio. Le parti dorsali sono marroni chiare,  mentre le parti ventrali sono biancastre. La base dei peli è ovunque più scura. Le orecchie sono lunghe, larghe, con 7-10 pliche longitudinali nella superficie interna del padiglione auricolare e un lobo rotondo alla base del lobo esterno. Il trago è lungo, sottile e lanceolato. Le membrane alari sono marroni e attaccate posteriormente alla base delle dita dei piedi, i quali sono di dimensioni normali. L'estremità della lunga coda si estende oltre l'ampio uropatagio. Il calcar è corto e privo di lobi di rinforzo.

## Biologia

### Comportamento
Si rifugia singolarmente o in gruppi fino a diverse migliaia di individui in grotte e miniere abbandonate. Durante gli accoppiamenti i maschi stabiliscono piccoli territori sulle volte delle grotte dove attraggono le femmine. Ogni maschio successivamente mantiene un piccolo harem di 1-4 femmine. Durante l'estate vengono stabiliti dei vivai che possono contenere fino a qualche migliaio di femmine gravide. 

### Alimentazione
Si nutre di grilli, scarafaggi, ragni e scorpioni catturati al suolo in zone aride o nelle foreste prive di sottobosco.

### Riproduzione
Danno alla luce un piccolo alla volta tra metà aprile e metà maggio. 

## Distribuzione e habitat
Questa specie è diffusa nel Marocco nord-orientale, Algeria e Tunisia settentrionali, Libia nord-occidentale e sulle isole di Gozo, Corsica e Sardegna.
Vive in zone aride costiere e di alta montagna e nelle foreste diradate.

## Conservazione
La IUCN Red List, considerato il declino del proprio habitat cavernicolo a causa dello sfruttamento e del disturbo umano e l'esistenza di un esiguo numero di colonie, classifica M.punicus come specie prossima alla minaccia di estinzione (Near Threatened). Nelle isole del Mediterraneo la popolazione stimata è di circa 7.000-9.000 individui.